# Arcade (band)
Arcade was een Amerikaanse glam metal superband, die in 1992 werd geformeerd door ex-Ratt-zanger Stephen Pearcy en Cinderella-drummer Fred Coury, met ex-Sea Hags-gitarist Frankie Wilsey, ex-Gypsy Rose-gitarist Donny Syracuse en ex-9.0-bassist Michael Andrews. De oorspronkelijk voorgestelde naam zou Taboe zijn. De oorspronkelijke gitarist was Johnny Angel, voorheen Diamond Rexx en de tourneeband van Michael Monroe. Hij schreef mee aan verschillende nummers.

## Bezetting
Voormalige leden
- Stephen Pearcy[3] (zang)
- Frankie Wilsey[4] (gitaar)
- Donny Syracuse[5] (gitaar)
- Fred Coury[6] (drums)
- Michael Andrews[7] (basgitaar)
- Christopher Hager
- Kelly Tremmel
- Garry Nutt

## Geschiedenis
Arcade heeft twee studioalbums uitgebracht. Hun eerste titelloze album werd uitgebracht in juni 1993 en bevatte 12 nummers. Op de cover-art voor Arcade stond met name het gezicht van pornoster Mimi Miyagi. Nothin' To Lose, Cry No More en Messed Up World waren singles. Het album verkocht meer dan 100.000 exemplaren in de Verenigde Staten. Arcade ging op tournee met Bon Jovi in 1993 en speelde dat jaar ook op het Milwaukee Metal Fest. Het tweede album van Arcade werd opgenomen en uitgebracht in 1994 en werd geproduceerd door Attie Bauw. A/2 had een veel zwaarder geluid en bevatte het nummer Kidnapped, een nummer geschreven voor Polly Klaas, een meisje dat in 1993 was ontvoerd en vermoord. De singles waren Angry en So What. Het album verkocht meer dan 20.000 exemplaren in de Verenigde Staten. Frankie Wilsey werd vervangen door Tony Marcus (ex-My Hero). Epic Records liet de band vervolgens vallen. Ray Luzier verving Fred Coury in 1995.
De derde publicatie van Arcade, A/3: Live and Unreleased (2000), bevatte veel nummers van hun eerste album in demovorm of livevorm. De band ontbond in 1995 en Pearcy ging naar VD (waaronder Michael Andrews en Tony Marcus) en Vertex. Stephen Pearcy had aangekondigd dat de band zich eind 2006 zou herenigen, een cd en dvd zou uitbrengen en een tournee zou maken. Dit gebeurde nooit, toen hij zich weer bij Ratt voegde.

## Discografie
- 1993: Arcade
- 1994: A/2
- 2000: A/3: Live and Unreleased (Top Fuel Records)
- 2006/2008:  A/4: Calm Before the Storm (Top Fuel Records)
- 2011: Angry (Top Fuel Records)